# 岡山県道403号町苅田熊山線
岡山県道403号町苅田熊山線（おかやまけんどう403ごう まちかんだくまやません）は、岡山県赤磐市を通る一般県道である。

## 概要
赤磐市町苅田の岡山県道27号岡山吉井線との交点を起点とし、赤磐市松木の岡山県道79号佐伯長船線、岡山県道・兵庫県道96号岡山赤穂線との交点を終点とする。

### 路線データ
- 起点：岡山県赤磐市町苅田（岡山県道27号岡山吉井線交点）
- 終点：岡山県赤磐市松木（松木交差点、岡山県道79号佐伯長船線上、岡山県道・兵庫県道96号岡山赤穂線）

## 路線状況

### 重複区間
- 岡山県道79号佐伯長船線（赤磐市沢原 - 赤磐市松木・松木交差点（終点））

## 地理

### 通過する自治体
- 赤磐市

### 交差する道路
| 交差する道路                                                         | 交差する場所  | 交差する場所        |
| -------------------------------------------------------------------- | ------------- | ------------------- |
| 岡山県道27号岡山吉井線                                               | 町苅田        | 起点                |
| 岡山県道253号可真上山陽線                                            | 桜が丘東6丁目 |                     |
| 岡山県道254号可真上万富停車場線                                      | 可真上        |                     |
| 岡山県道79号佐伯長船線 / 美作岡山道路                                | 可真下        | 熊山IC交差点 熊山IC |
| 岡山県道258号酌田沢原線                                              | 沢原          |                     |
| 岡山県道79号佐伯長船線 重複区間起点                                  | 沢原          |                     |
| 岡山県道79号佐伯長船線 重複区間終点 岡山県道・兵庫県道96号岡山赤穂線 | 松木          | 松木交差点 / 終点   |

### 沿線
- 赤磐市立桜が丘小学校
- 赤磐市立磐梨中学校
- 赤磐市立磐梨小学校
- 赤磐市役所 熊山支所